# Eleccions legislatives letones de 1993
Les eleccions legislatives letones de 1993 se celebraren el 5 i 6 de juny de 1993 les primeres que es convocaren després de ser proclamada la independència de Letònia, per tal d'escollir els 100 membres del restaurat Saeima. La participació fou del 89,9%, amb 1.118.316 dels 1.243.956 possibles votants. El partit més votat fou Via Letona i Valdis Birkavs fou nomenat primer ministre de Letònia.

## Resultats
|         |                                                                                                  |           |       |          |  |  |  |  |  |  |  |  |  |  |
| Partits | Partits                                                                                          | Vots      | %     | Escons   |  |  |  |  |  |  |  |  |  |  |
|         | Via Letona (Latvijas Ceļš)                                                                       | 362.473   | 32,4  | 36 / 100 |  |  |  |  |  |  |  |  |  |  |
|         | Moviment per la Independència Nacional de Letònia (Latvijas Nacionālās Neatkarības Kustība)      | 149.347   | 13,4  | 15 / 100 |  |  |  |  |  |  |  |  |  |  |
|         | Harmonia per Letònia- Renaixement de l'Economia (Saskaņa Latvijai - Atdzimšana Tautsaimniecībai) | 134.289   | 12,0  | 13 / 100 |  |  |  |  |  |  |  |  |  |  |
|         | Unió d'Agricultors Letons (Latvijas Zemnieku Savienība)                                          | 119.116   | 11,6  | 12 / 100 |  |  |  |  |  |  |  |  |  |  |
|         | Igualtat de Drets (Līdztiesība)                                                                  | 64.444    | 5,8   | 7 / 100  |  |  |  |  |  |  |  |  |  |  |
|         | Per la Pàtria i la Llibertat (Tēvzemei un Brīvībai)                                              | 59.885    | 5,4   | 6 / 100  |  |  |  |  |  |  |  |  |  |  |
|         | Unió Demòcrata Cristiana (Kristīgi demokrātiskā savienība)                                       | 56.057    | 5,00  | 6 / 100  |  |  |  |  |  |  |  |  |  |  |
|         | Partit de Centre Democràtic (Demokrātiskā Centra Partija)                                        | 53.303    | 4,8   | 5 / 100  |  |  |  |  |  |  |  |  |  |  |
|         | Front Popular de Letònia (Latvijas Tautas Fronte)                                                | 29.396    | 2,63  | 0 / 100  |  |  |  |  |  |  |  |  |  |  |
|         | Partit Socialdemòcrata Obrer Letó (Latvijas Sociāldemokrātiskā strādnieku partija)               | 7.416     | 0,66  | 0 / 100  |  |  |  |  |  |  |  |  |  |  |
|         | Altres                                                                                           | 82.620    | 7,42  | 0 / 100  |  |  |  |  |  |  |  |  |  |  |
| Total   | Total                                                                                            | 1.118.316 | 100.0 | 100      |  |  |  |  |  |  |  |  |  |  |